# Donne, amore e matrimoni
Donne, amore e matrimoni è un film del 1956 diretto da Roberto Bianchi Montero.